# Claire Dux

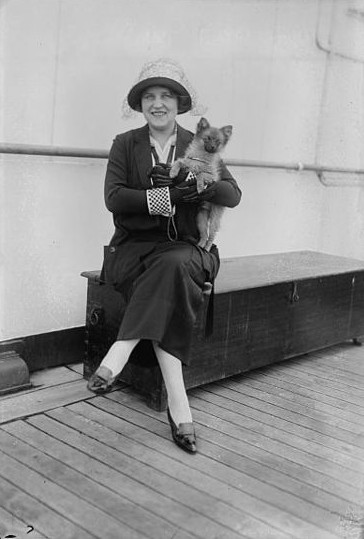
Claire Dux

Claire Dux, född 2 augusti 1885, död 8 oktober 1967 i Chicago, var en tysk operasångerska.
Dux var sopran och utbildades under A. Deppe i Berlin. Dux tillhörde Staatsoper Berlin men var även verksam som operett- och romanssångerska. Hon konserterade med stor framgång i Sverige 1918 och gjorde upprepade turnéer i USA, där hon 1925 gifte sig med köttkonservfabrikanten C. H. Swift. Dux ägde en strålande, tekniskt slipad röst och visste att lägga personliga drag i sina tolkningar.